# Maria Carolina di Borbone-Due Sicilie (infanta di Spagna 1820)
Maria Carolina Ferdinanda di Borbone-Due Sicilie (Napoli, 29 novembre 1820 – Trieste, 14 gennaio 1861) fu una principessa del Casato di Borbone-Due Sicilie per nascita e per matrimonio consorte del pretendente carlista al trono di Spagna l'infante Carlo di Borbone, conte di Montemolin.

## Biografia
Maria Carolina era una delle figlie di Francesco I delle Due Sicilie, e della sua seconda moglie, Maria Isabella di Spagna. Attraverso suo padre Maria Carolina era la nipote di Ferdinando I delle Due Sicilie e di Maria Carolina d'Asburgo-Lorena e attraverso sua madre era nipote di Carlo IV di Spagna e di Maria Luisa di Borbone-Parma. Da entrambi i genitori, era discendente di Carlo III di Spagna.

## Matrimonio
Dopo i matrimoni delle sue sorelle, Maria Cristina con Ferdinando VII di Spagna e Maria Amalia con Sebastiano di Borbone-Spagna, Maria Carolina conobbe l'Infante Carlo, conte di Montemolin, figlio maggiore dell'Infante Carlo, Conte di Molina e di sua moglie l'Infanta Maria Francesca di Portogallo.
Dopo la morte di Ferdinando VII, nel 1833, l'infante Carlo Maria Isidro di Borbone-Spagna e la sua famiglia dovette partire per l'esilio.
Le nozze tra Maria Carolina e Carlo Luigi vennero celebrate il 10 luglio 1850 al Palazzo Reale di Caserta. La coppia non ebbe figli e visse al lato della principessa de Beira, leader del partito carlista.

## Morte
Maria Carolina e il marito morirono di tifo a poche ore l'uno dall'altro il 14 gennaio 1861 a Trieste. Maria Carolina aveva contratto la malattia dagli infermieri del marito. La coppia morì senza eredi. Maria Carolina e Carlo furono sepolti nella Cattedrale di San Giusto a Trieste.

## Titoli e denominazione
- 29 novembre 1820 – 10 luglio 1850: Sua ALtezza Reale Principessa Maria Carolina di Borbone-Due Sicilie
- 10 luglio 1850 – 14 gennaio 1861: Sua ALtezza Reale La Contessa di Montemolin, Infanta di Spagna, Principessa di Borbone-Due Sicilie

## Ascendenza
|                                  |                     |                                     | Genitori                                      |  |  | Nonni |  |  | Bisnonni            |  |  | Trisnonni           |  |
|                                  |                     |                                     |                                               |  |  |       |  |  | Carlo III di Spagna |  |  | Filippo V di Spagna |  |
|                                  |                     |                                     |                                               |  |  |       |  |  | Carlo III di Spagna |  |  | Filippo V di Spagna |  |
|                                  |                     | Elisabetta Farnese                  |                                               |  |  |       |  |  | Carlo III di Spagna |  |  |                     |  |
| Ferdinando I delle Due Sicilie   |                     |                                     |                                               |  |  |       |  |  | Carlo III di Spagna |  |  |                     |  |
|                                  |                     | Maria Amalia di Sassonia            | Augusto III di Polonia                        |  |  |       |  |  |                     |  |  |                     |  |
|                                  |                     | Maria Amalia di Sassonia            | Augusto III di Polonia                        |  |  |       |  |  |                     |  |  |                     |  |
|                                  |                     | Maria Amalia di Sassonia            | Maria Giuseppa d'Austria                      |  |  |       |  |  |                     |  |  |                     |  |
| Francesco I delle Due Sicilie    |                     | Maria Amalia di Sassonia            |                                               |  |  |       |  |  |                     |  |  |                     |  |
|                                  |                     | Francesco Stefano di Lorena         | Leopoldo di Lorena                            |  |  |       |  |  |                     |  |  |                     |  |
|                                  |                     | Francesco Stefano di Lorena         | Leopoldo di Lorena                            |  |  |       |  |  |                     |  |  |                     |  |
|                                  |                     | Francesco Stefano di Lorena         | Elisabetta Carlotta di Borbone-Orléans        |  |  |       |  |  |                     |  |  |                     |  |
| Maria Carolina d'Asburgo-Lorena  |                     | Francesco Stefano di Lorena         |                                               |  |  |       |  |  |                     |  |  |                     |  |
|                                  |                     | Maria Teresa d'Austria              | Carlo VI d'Asburgo                            |  |  |       |  |  |                     |  |  |                     |  |
|                                  |                     | Maria Teresa d'Austria              | Carlo VI d'Asburgo                            |  |  |       |  |  |                     |  |  |                     |  |
|                                  |                     | Maria Teresa d'Austria              | Elisabetta Cristina di Brunswick-Wolfenbüttel |  |  |       |  |  |                     |  |  |                     |  |
| Maria Carolina delle Due Sicilie |                     | Maria Teresa d'Austria              |                                               |  |  |       |  |  |                     |  |  |                     |  |
|                                  | Carlo III di Spagna | Filippo V di Spagna                 |                                               |  |  |       |  |  |                     |  |  |                     |  |
|                                  | Carlo III di Spagna | Filippo V di Spagna                 |                                               |  |  |       |  |  |                     |  |  |                     |  |
|                                  | Carlo III di Spagna | Elisabetta Farnese                  |                                               |  |  |       |  |  |                     |  |  |                     |  |
| Carlo IV di Spagna               | Carlo III di Spagna |                                     |                                               |  |  |       |  |  |                     |  |  |                     |  |
|                                  |                     | Maria Amalia di Sassonia            | Augusto III di Polonia                        |  |  |       |  |  |                     |  |  |                     |  |
|                                  |                     | Maria Amalia di Sassonia            | Augusto III di Polonia                        |  |  |       |  |  |                     |  |  |                     |  |
|                                  |                     | Maria Amalia di Sassonia            | Maria Giuseppa d'Austria                      |  |  |       |  |  |                     |  |  |                     |  |
| Maria Isabella di Borbone-Spagna |                     | Maria Amalia di Sassonia            |                                               |  |  |       |  |  |                     |  |  |                     |  |
|                                  |                     | Filippo I di Parma                  | Filippo V di Spagna                           |  |  |       |  |  |                     |  |  |                     |  |
|                                  |                     | Filippo I di Parma                  | Filippo V di Spagna                           |  |  |       |  |  |                     |  |  |                     |  |
|                                  |                     | Filippo I di Parma                  | Elisabetta Farnese                            |  |  |       |  |  |                     |  |  |                     |  |
| Maria Luisa di Borbone-Parma     |                     | Filippo I di Parma                  |                                               |  |  |       |  |  |                     |  |  |                     |  |
|                                  |                     | Luisa Elisabetta di Borbone-Francia | Luigi XV di Francia                           |  |  |       |  |  |                     |  |  |                     |  |
|                                  |                     | Luisa Elisabetta di Borbone-Francia | Luigi XV di Francia                           |  |  |       |  |  |                     |  |  |                     |  |
|                                  |                     | Luisa Elisabetta di Borbone-Francia | Maria Leszczyńska                             |  |  |       |  |  |                     |  |  |                     |  |
|                                  |                     | Luisa Elisabetta di Borbone-Francia |                                               |  |  |       |  |  |                     |  |  |                     |  |